# Moschea Bejtyl Evel
La moschea Bejtyl Evel o Bejtul Evel (in lingua albanese: Xhamia e Bejtyl Evel) è una moschea Ahmadiyya situata a Tirana, in Albania. Costruita nel 1995, è una delle moschee più grandi del paese, e può ospitare fino a 2.500 fedeli. 